# Elizabeth Cann
Elizabeth Alice „Liz“ Cann (* 21. März 1979 in Redhill, Surrey, Vereinigtes Königreich) ist eine englische Badmintonspielerin. 

## Karriere
Elizabeth Cann wurde 2005, 2007, 2008 und 2010 englische Meisterin im Dameneinzel. Zuvor hatte sie bereits 1995 und 1997 vier Titel bei den Island Games gewonnen. 2008 wurde sie als Legionärin Vizemeister in der deutschen Bundesliga. Weitere Erfolge errang sie bei den Finnish International, Bulgarian International und Scottish Open.

## Sportliche Erfolge
| Saison    | Veranstaltung                     | Disziplin   | Platz | Name |
| --------- | --------------------------------- | ----------- | ----- | --- |
| 1994      | Jersey Open                       | Dameneinzel | 1     | Elizabeth Cann |
| 1995      | Island Games                      | Damendoppel | 1     | Elizabeth Cann / Danielle Le Feuvre                                                                                 |
| 1995      | Island Games                      | Dameneinzel | 1     | Elizabeth Cann |
| 1997      | Island Games                      | Damendoppel | 1     | Elizabeth Cann / Danielle Le Feuvre                                                                                 |
| 1997      | Island Games                      | Dameneinzel | 1     | Elizabeth Cann |
| 2004      | Bulgarian International           | Dameneinzel | 1     | Elizabeth Cann |
| 2005      | Swedish International Stockholm   | Dameneinzel | 1     | Elizabeth Cann |
| 2005      | England: Einzelmeisterschaften    | Dameneinzel | 1     | Elizabeth Cann |
| 2007      | Irish Open                        | Dameneinzel | 1     | Elizabeth Cann |
| 2007      | England: Einzelmeisterschaften    | Dameneinzel | 1     | Elizabeth Cann |
| 2007/2008 | Deutsche Mannschaftsmeisterschaft | Mannschaft  | 2     | 1. BC Beuel (Marc Hannes, Ingo Kindervater, Ville Lång, Wu Yunyong, Marc Zwiebler, Elizabeth Cann, Birgit Overzier) |
| 2008      | Scottish Open                     | Dameneinzel | 1     | Elizabeth Cann |
| 2008      | Finnish International             | Dameneinzel | 1     | Elizabeth Cann |
| 2008      | England: Einzelmeisterschaften    | Dameneinzel | 1     | Elizabeth Cann |
| 2010      | England: Einzelmeisterschaften    | Dameneinzel | 1     | Elizabeth Cann |